# Teoria de Hebbian

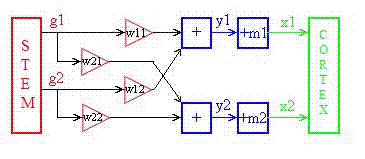
Xarxa neuronal que executa l'algorisme d'adaptació gaussià (com a model d'evolució fenotípica així com una evolució dels patrons de senyal al cervell). L'algoritme obeeix la regla d'Hebbian de l'aprenentatge associatiu.

La teoria de Hebbian és una teoria neurocientífica que afirma que un augment de l'eficàcia sinàptica sorgeix de l'estimulació repetida i persistent d'una cèl·lula presinàptica d'una cèl·lula postsinàptica. Es tracta d'un intent d'explicar la plasticitat sinàptica, l'adaptació de les neurones cerebrals durant el procés d'aprenentatge. Va ser introduït per Donald Hebb al seu llibre de 1949 The Organization of Behavior. La teoria també s'anomena regla de Hebb, postulat de Hebb i teoria de l'assemblatge cel·lular. Hebb ho afirma de la següent manera:
Suposem que la persistència o repetició d'una activitat reverberadora (o "traça") tendeix a induir canvis cel·lulars duradors que afegeixen a la seva estabilitat. . . . Quan un axó de la cèl·lula A està prou a prop per excitar una cèl·lula B i participa repetidament o persistentment en la seva activació, es produeix algun procés de creixement o canvi metabòlic en una o ambdues cèl·lules de manera que l'eficiència d'A, com una de les cèl·lules que dispara B, augmenta.
La teoria sovint es resumeix com "Les cèl·lules que es disparen juntes es connecten juntes". No obstant això, Hebb va subratllar que la cèl·lula A ha de "participar en disparar" la cel·la B, i aquesta causalitat només es pot produir si la cel·la A s'encén just abans i no al mateix temps que la cel·la B. Aquest aspecte de la causalitat a l'obra de Hebb va prefigurar el que ara se sap sobre la plasticitat depenent del temps d'espiga, que requereix precedència temporal.
La teoria intenta explicar l'aprenentatge associatiu o hebbian, en el qual l'activació simultània de cèl·lules condueix a augments pronunciats de la força sinàptica entre aquestes cèl·lules. També proporciona una base biològica per a mètodes d'aprenentatge sense errors per a l'educació i la rehabilitació de la memòria. En l'estudi de les xarxes neuronals en la funció cognitiva, sovint es considera com la base neuronal de l'aprenentatge no supervisat.

La teoria hebbiana es refereix a com les neurones es podrien connectar per convertir-se en engrames. Les teories de Hebb sobre la forma i funció dels conjunts cel·lulars es poden entendre a partir del següent: :70
La idea general és antiga, que dues cèl·lules o sistemes de cèl·lules que siguin actius repetidament al mateix temps tendiran a "associar-se" de manera que l'activitat d'una facilita l'activitat de l'altra.
Hebb també va escriure: :63
Quan una cèl·lula ajuda repetidament a disparar-ne una altra, l'axó de la primera cèl·lula desenvolupa botons sinàptics (o els augmenta si ja existeixen) en contacte amb el soma de la segona cèl·lula.